# Cobonne
Cobonne é uma comuna francesa na região administrativa de Auvérnia-Ródano-Alpes, no departamento de Drôme. Estende-se por uma área de 11,2 km². Em 2010 a comuna tinha 169 habitantes (densidade: 15,1 hab./km²).